# Josef Enengl
Josef Enengl (geboren am 4. September 1926 in Kallham im Hausruckviertel; gestorben am 26. April 1993 in Wien-Ottakring) war ein österreichischer Lyriker, Erzähler und Essayist.

## Leben
Enengl studierte nach dem Besuch der Realschule in Linz in Graz und in Wien Germanistik und Philosophie und promovierte mit einer Dissertation über Sören Kierkegaard. Er interessierte sich schon früh für Bildende Kunst und war mit Alfred Kubin, Fritz Wotruba, Emilio Vedova und Karl Anton Wolf befreundet. 1950 erschienen erste Essays über Wotruba und Kierkegaard, er veröffentlichte Studien über Kubin, Ensor, Picasso und andere, und in der von Hermann Schürrer mitbegründeten Literatur- und Kunstzeitschrift Freibord erschienen als Sonderdrucke seine „Traumaufzeichnungen“, phantastischen Gedichte und Erzählungen. Nach Lyrikpublikationen im Merkur, den Neuen Deutschen Heften und den Neuen Wegen erschien 1957 ein erster Gedichtband Der Vogel Simurg. In seiner Lyrik und Prosa stand Enengl dem Surrealismus nah, ohne je sich einer bestimmten literarischen Gruppe zugehörig zu fühlen.
In seinen letzten Jahren lebte Enengl zurückgezogen im Wiener Arbeiterbezirk Ottakring.

## Würdigungen
- Arbeitsstipendium des Hugo-von-Hofmannsthal-Preises für Essays (1956)[1]
- Förderpreis der Stadt Wien (1962)[2]
- Theodor-Körner-Preis (1962)[1]
- Kulturpreis des Landes Oberösterreich (1993, postum)

## Werke
- Der Vogel Simurg. Wien 1957.
- Gedichte 1950–1978. Wien 1979.
- Neue Gedichte. Wien 1980.
- Cafe Billroth und andere ausgewählte Gedichte. Wien 1980.
- Goldgräberlöcher. Alfred Kubins Selbstgespräch. Sprungbilder. 3 Gedichtzyklen. Wien 1981.
- Schwarze Spiegel. Wien 1983.
- Der Lammadler. Wien 1983.
- Baudelaire ist das Genie der Fallschirmspringer oder Der Stolz des Adlers kratzt mich im Rücken. Traumaufzeichnungen. Wien 1986.
- Am Ursprung der Atmung. Phantastische Gedichte, Erzählungen, Studien, Essays, Traumaufzeichnungen. Wien 1987.
- Linz – Tibet – Wien. Stenogramme. Wien 1989.
- Das bewegliche Inventar des Wettbüros. Gedichte. Wien 1989.